# Вінецишу
Вінецишу (рум. Vinețișu) — село у повіті Бузеу в Румунії. Адміністративно підпорядковане місту Нехою.
Село розташоване на відстані 116 км на північ від Бухареста, 52 км на північний захід від Бузеу, 132 км на захід від Галаца, 60 км на схід від Брашова.

## Населення
За даними перепису населення 2002 року у селі проживали 206 осіб, з них 205 осіб (99,5%) румунів. Усі жителі села рідною мовою назвали румунську.